# Trichiida
Die Trichiida sind eine der fünf Ordnungen der Schleimpilze in der Gruppe der Myxogastria.

## Merkmale
Arten der Trichiida weisen helle, häufig gelbe oder rote, selten graue oder hellbraune Sporenmassen auf. Das stets vorhandene und häufig gut ausgebildete Capillitium hat in der Regel deutliche Markierungen an der Oberfläche. Es besteht aus massiven oder röhrenförmigen, glatten oder skulpturierten fadenförmigen Elementen. Eine Columella fehlt stets. Die Fruchtkörper enthalten keine Kalkknötchen.

## Systematik
Die Ordnung wurde 1922 von Thomas Huston Macbride erstbeschrieben und umfasst 14 Gattungen in zwei Familien mit rund 100 Arten:
- Familie Dianemidae
  - Calomyxa
  - Dianema

- Familie Trichiidae
  - Trichia
  - Arcyriatella
  - Prototrichia
  - Cornuvia
  - Oligonema
  - Calonema
  - Arcyodes
  - Arcyria
  - Perichaena
  - Metatrichia
  - Hemitrichia
  - Minakatella

In Mitteleuropa verbreiten sind insbesondere Vertreter der Trichia, Hemitrichia und Arcyria.
Molekulargenetischen Untersuchungen zufolge ist die Ordnung das Schwestertaxon der Liceida. Die Monophylie der Ordnung gilt als gesichert.

## Nachweise
Fußnoten direkt hinter einer Aussage belegen die einzelne Aussage, Fußnoten direkt hinter einem Satzzeichen den gesamten vorangehenden Satz.
1. 1 2 3  Henry Stempen, Steven L. Stevenson: Myxomycetes. A Handbook of Slime Molds. Timber Press, 1994, ISBN 0-88192-439-3, S. 77–78.
2. 1 2 3  Heinrich Dörfelt, Gottfried Jetschke (Hrsg.): Wörterbuch der Mycologie. 2. Auflage. Spektrum Akademischer Verlag, Heidelberg/Berlin 2001, ISBN 3-8274-0920-9.
3. 1 2  Michael J. Dykstra, Harold W. Keller: Mycetozoa. In: John J. Lee, G. F. Leedale, P. Bradbury (Hrsg.): An Illustrated Guide to the Protozoa. Band 2. Allen, Lawrence 2000, ISBN 1-891276-23-9 (englisch).
4. ↑  Anne-Marie Fiore-Donno, Cedric Berney, Jan Pawlowski, Sandra L. Baldauf: Higher-order phylogeny of plasmodial slime molds (myxogastria) based on elongation factor 1-A and small subunit rRNA gene sequences. In: The Journal of eukaryotic microbiology 52(3): 201–210, 2005.